# Diaphania aurogrisealis
Diaphania aurogrisealis is een vlinder uit de familie van de grasmotten (Crambidae), uit de onderfamilie van de Spilomelinae. De wetenschappelijke naam van deze soort is voor het eerst voorgesteld als Glyphodes aurogrisealis door George Francis Hampson in een publicatie uit 1912. De spanwijdte van het vrouwtje bedraagt 30 millimeter.
De soort komt voor in Costa Rica.